# Douglas Maradona Campos Dangui
Douglas Maradona Campos Dangui (født 28. juni 1990) er en brasiliansk fodboldspiller.